# Condromalácia patelar
A condromalácia patelar ou condropatia patelar ou, também, como é mais aceita atualmente na literatura científica, síndrome da dor femoropatelar (SDFP), consiste em uma patologia crônica degenerativa da cartilagem articular da superfície posterior da patela e dos côndilos femorais correspondentes, que produz desconforto e dor ao redor ou atrás da patela. É considerada como uma das disfunções que mais afetam os membros inferiores atingindo com mais frequência mulheres e pessoas acima do peso.
O termo SDFP é empregado, preferencialmente, em condições múltiplas associadas a dor femoropatelar sendo que condromalácia caiu em desuso e deve ser somente usado para descrever um específico amolecimento patológico da cartilagem articular e, não como um diagnóstico clínico vago. Popularmente pode ser conhecida como "dor anterior do joelho".

## Anatomia do Joelho

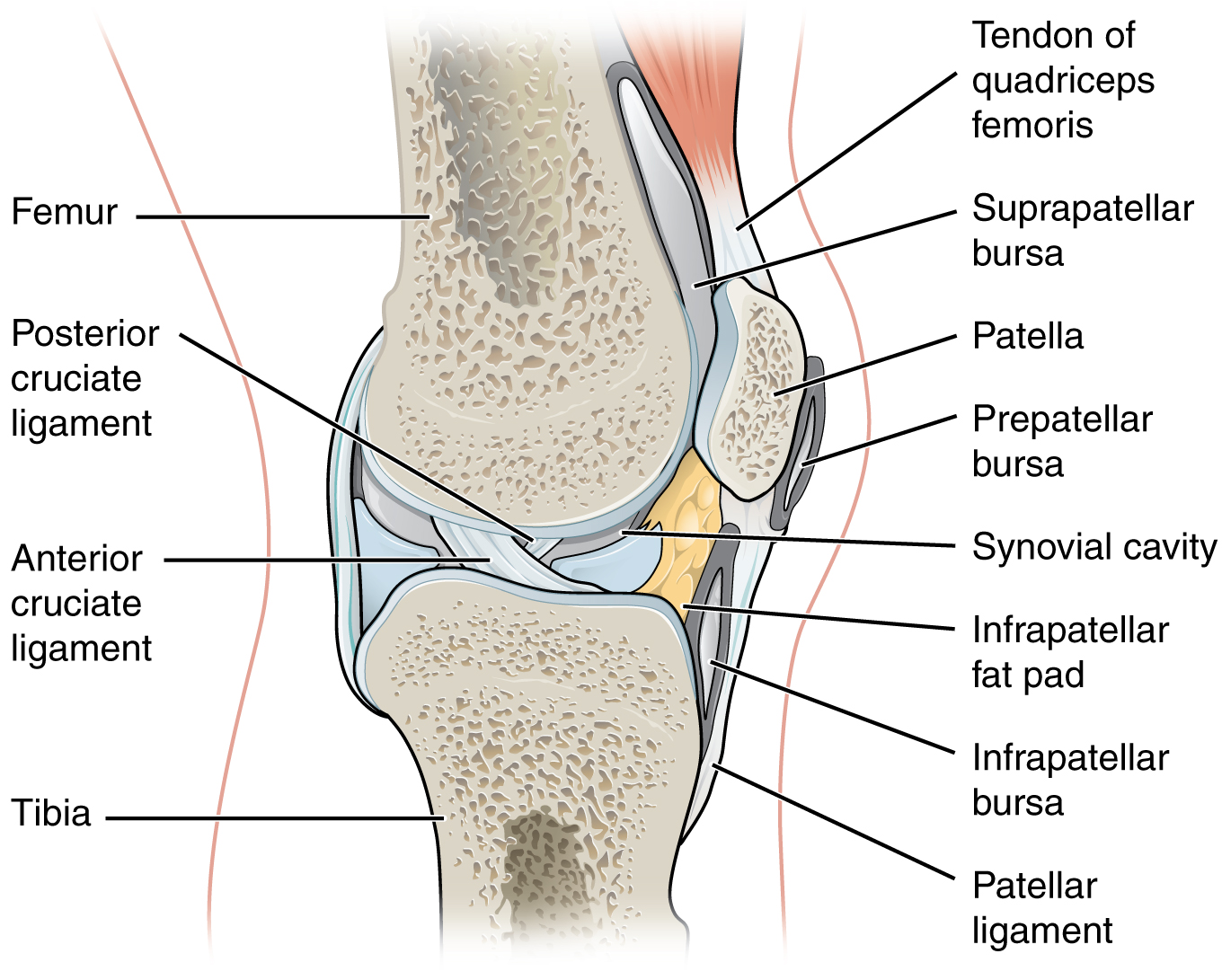
Anatomia do joelho mostrando suas estruturas.

O joelho é formado pela junção dos ossos fêmur, tíbia, fíbula e a patela. Possui uma característica biaxial, do tipo dobradiça, onde dois meniscos suportando as estruturas ósseas, sendo auxiliados ainda por ligamentos e músculos, sendo projetadas para mobilidade e estabilidade. Tais características é de fundamental importância pois exposta constantemente à ação do peso corporal sendo assim a maior e mais complexa das articulações do corpo humano.
Possui duas articulações:

### Articulação femorotibial
Constituída pela tíbia e fêmur é uma articulação sinovial. Os côndilos femorais mediais e laterais fazem contato através dos meniscos interpostos à face articular superior da tíbia  possui também estruturas anatômicas importantíssimas para a manutenção de sua estabilidade. Estas estruturas são os ligamentos cruzados (anterior e posterior), os ligamentos colaterais (lateral e medial) e os meniscos (lateral e medial).

### Articulação femoropatelar
A articulação femoropatelar é uma articulação sinovial, do tipo plana ou planartrose. A face articular da patela é adaptado à face patelar do fêmur (chamada de Tróclea). A patela fica inserida na porção anterior da cápsula articular e, pelo ligamento patelar, é ligada à tíbia. A função do mecanismo da articulação femoropatelar é influenciada vigorosamente por estabilizadores tanto dinâmicos (estruturas contráteis) quanto estáticos (estruturas não contráteis) da articulação. Essa estabilidade baseia-se na interação entre a geometria óssea, as contenções ligamentares e retinaculares e os músculos.

#### A patela e sua função
A patela é um osso sesamóide de forma triangular que é submetido a forças de tração enormes, somente dois terços da sua área articulam-se, o restante correspondem a áreas de inserções musculares. Sua superfície articular possui até sete facetas, portanto é multifacetada, devido a sua excursão em vários ângulos em relação ao fêmur, que ocorre mais por arrasto do que por congruência articular. A patela é o maior osso sesamóide do nosso corpo.
A principal função da patela é aumentar o braço de alavanca do músculo quadríceps quando este se contrair para estender (esticar) a perna. A patela desliza sobre um canal vertical profundo formado pela tróclea femoral e a incisura intercondiliana, Desta forma, durante a flexão, o movimento fisiológico da patela sobre o fêmur é de translação vertical ao longo da fossa troclear até a incisura intercondiliana.

## Causas
É sabido que pela articulação do joelho passam cargas que vão de 3 vezes o peso do corpo, como ao subir e descer uma escada, até 10 vezes o peso do corpo, como durante atividades mais vigorosas como a corrida. A causa exata ainda permanece desconhecida, porém segundo a literatura, acredita-se que esteja ligada a fatores anatômicos, histológicos e fisiológicos, que resultam no enfraquecimento e amolecimento da cartilagem envolvida o que de forma geral influem em três grandes fatores predisponentes: anomalias ósseas; mau alinhamento do membro inferior e desequilíbrios músculo-tendinosos e de tecidos moles periarticulares.
Reforçando as hipóteses dadas ao surgimento da SDFP, há autores que relacionam sua origem com alterações biomecânicas e estruturais dos membros inferiores, tais como anteversão do colo femoral, aumento da adução e rotação medial do quadril e desequilíbrios musculares no quadril e joelho. Tais disfunções podem ser relacionadas com: fraqueza muscular do quadríceps, menor flexibilidade da musculatura da perna, adução excessiva do fêmur por causa da fraqueza do músculo glúteo médio, fibras do glúteo máximo (principalmente as superiores) e o tensor da fáscia lata, pé cavo / pé chato, traumas direto, congruência reduzida da articulação femoropatelar.

## Classificação

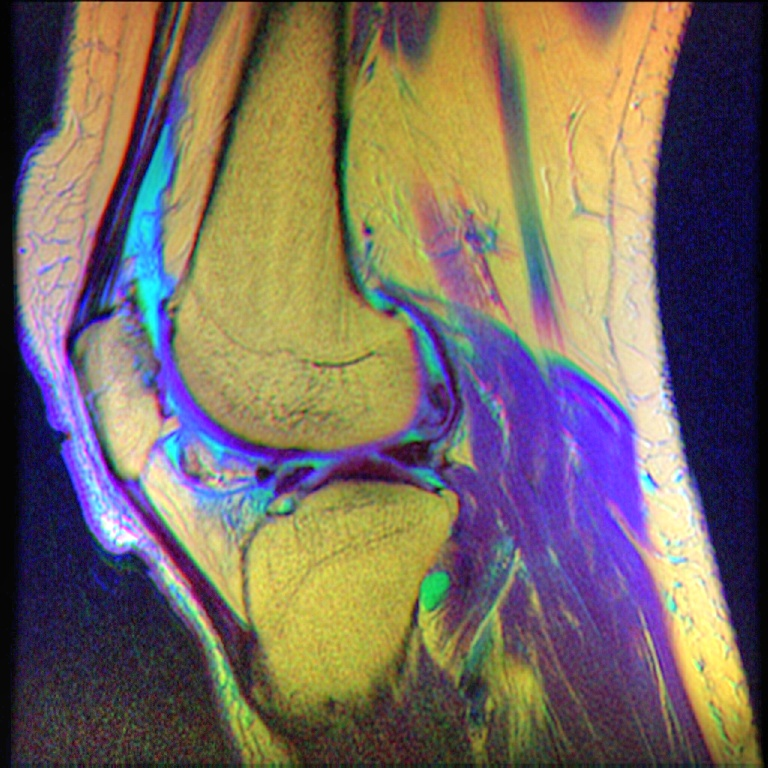
Ressonância Magnética do joelho mostrando a degeneração da cartilagem atrás da patela.

Segundo a classificação descrita por Outerbridge (1961), existem 4 níveis de condromalácia patelar, de acordo com o estádio de deterioração da cartilagem.
GRAUS E CARACTERÍSTICAS
- I - amolecimento da cartilagem e edemas
- II - fragmentação de cartilagem ou fissuras com diâmetro < 1,3 cm diâmetro
- III - fragmentação ou fissuras com diâmetro > 1,3 cm
- IV - erosão ou perda completa da cartilagem articular, com exposição do osso subcondral

## Sintomas
Os principais sintomas são: dor profunda no joelho ao subir e descer escadas, ao levantar-se de uma cadeira, ao correr, muitas vezes restringindo atividades físicas, agachar, pular,  dor após ficar sentado durante tempo prolongado ("sinal do cinema"), crepitação e estalos também são sinais bem comuns de surgir na SDFP, sendo muitas vezes audíveis. É possível também a presença de derrame intra-articular (edema).

## Diagnóstico e tratamento
O diagnóstico mais detalhado é feito, normalmente, através de um exame de Ressonância Magnética e testes físicos realizados por fisioterapeutas, além de fazer uma avaliação com um reumatologista, um fisiatra, um ortopedista, para receber o  diagnóstico preciso e o tratamento correto. Pode ser utilizado também, durante avaliação fisioterapêutica, escalas e testes funcionais para identificar o nível de impacto dessa dor e disfunção, no dia-a-dia do indivíduo.
A base do tratamento será focada nos achado feito na avaliação, a qual mostra a causa da dor. Vários protocolos afirmam que o objetivo do tratamento conservador (fisioterapia) é promover o ganho de força muscular do extensor de joelho com intuito de ganhar a estabilidade, tração e o realinhamento patelar. O fortalecimento do quadríceps é primordial, e é preciso também recuperar a potência do membro inferior, executando exercícios com um grau de dificuldade progressiva, evitando uma sobrecarga na articulação femoropatelar, como exercícios isométricos de extensão do joelho , além de exercícios em que os membros inferiores estejam fixos no chão.
Exercícios de fortalecimentos de músculos do quadril junto com treino funcional parecem ajudar no controle da doença.